# Saloni de Ginebra
Saloni (Salonius) fou bisbe de Ginebra a la meitat del segle v.
Era fill d'Euqueri, bisbe de Lió i deixeble de Salvià. Se suposa que va morir vers el 475, ja que en aquest any ja signa les actes del concili d'Arle un bisbe de Ginebra de nom Teoflast.
Es conserva una obra seva de nom Expositio Mystica in Parabolas Salonmonis et Ecclesiasten, o també In Parabolas Salomonis Dialogi II, o In Parabolas et Ecclesiasten Salomonis Dialogi. També se'n conserva una carta dirigida al papa Lleó I el Gran o el Magne.